# Antocha (Orimargula) setosa
Antocha (Orimargula) setosa is een tweevleugelige uit de familie steltmuggen (Limoniidae). De soort komt voor in het Afrotropisch gebied.